# Gottfried E. Schmitt
Gottfried Eckart Schmitt, nacido en Bamberg en 1940, es un enólogo y criador de caballos alemán. Fundó Tenuta Monte Rosola en 1999.
Un erudito Fulbright, Schmitt asistió a la Universidad de Kansas después de obtener su Vordipom en Technische Universität Darmstadt. En Kansas conoció a María del Carmen Vieytes Weissel, hija uruguaya de la actriz Nelly Weissel y Juan Fernando Vieytes Pérez.
Schmitt fundó Tenuta Monte Rosola cerca de Volterra, Toscana en 1999. El viñedo, de 125 hectáreas, pasa a ser propiedad de la familia sueca Thomaeus, propietaria de la finca desde 2013. Ahora es dueño de Haras Cheval Blanc en Uruguay.

## Biografía
Schmitt pasó gran parte de su carrera trabajando en Procter & Gamble, a cargo de la ingeniería global. Presidió el Consejo Europeo de Fabricación e Ingeniería en 1998. Así como para los Gerentes de Planta.